# Graham Nash Motorsport
Graham Nash Motorsport est une écurie britannique de sport automobile fondée en 2005 par Graham Nash.

## Histoire
En 2004, l'écurie aligne une Porsche 911 GT3 RS (996) aux 24 Heures de Spa, pour les pilotes Steve Van Bellingen, Armand Fumal, Michel Orts et Edi Guy. La même année, l'écurie engage une Saleen S7-R à Brno en championnat FIA GT. Pour la dixième manche de la saison, qui a lieu Dubai, l'écurie engage trois pilote italiens, à savoir, Paolo Ruberti, Gabriele Lancieri, et Riccardo Agusta, qui n'a jamais roulé pour l'équipe,. À Zhuhai, l'écurie engage un nouveau pilote, Ken MacAlpine. 
L'année suivante, la Saleen S7-R pour les 24 Heures de Spa et le championnat FIA GT. Le pilote italien Paolo Ruberti est conservé.
En 2009, la Saleen S7-R est exploitée sous le nom de Fullspeed.